# Corneilla-de-Conflent
Corneilla-de-Conflent (en catalán Cornellà de Conflent) es una comuna francesa situada en el departamento de los Pirineos Orientales. Según datos de 2007 su población era de 466 habitantes.

## Geografía

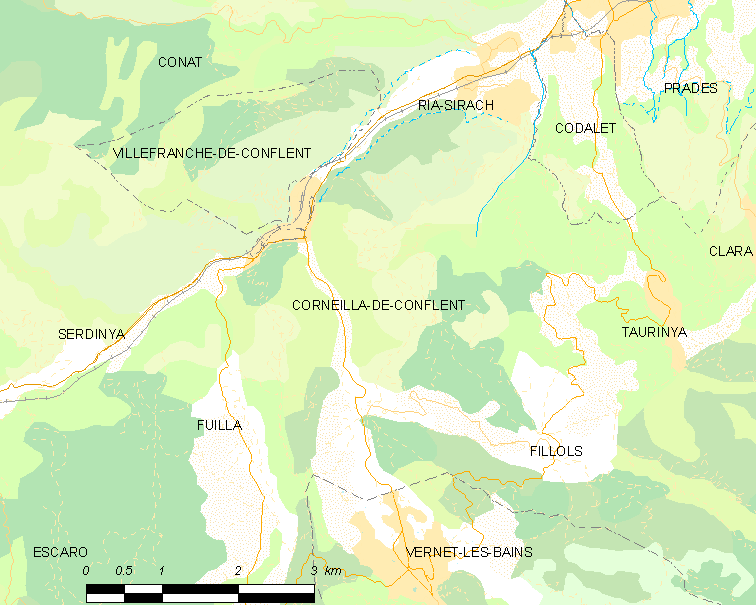
Situación de Corneilla-de-Conflent

## Historia
Desde el siglo IX estuvo bajo el señorío de los condes de Cerdaña y se convirtió en uno de los lugares preferidos por los condes para residir durante los meses invernales. 
En 1097 el conde Guillem Jordà ordenó la construcción de un monasterio, siguiendo los deseos de su padre Guillem Ramon que así lo dejó estipulado en su testamento. El monasterio de Santa Maria de Cornellà de Conflent fue creciendo en importancia hasta el siglo XV. Desde 1632 y hasta la Revolución francesa, momento en que fue exclaustrado, estaban bajo sus dominios numerosos territorios, tanto en la comarca del Conflent como en otras vecinas.

## Cultura
El pueblo está presidido por la iglesia de Santa Maria de Cornellá, antigua sede del priorato existente en la población. Se trata de una construcción del románico catalán, construida entre los siglos XI y XII.
Quedan otros restos del monasterio. Del cenobio primitivo construido en 1097 pueden verse aún algunos restos. También sigue en pie una de las cuatro galerías que componían el claustro original. Era de dos pisos sin columnas ni capiteles. Del claustro construido en 1389 quedan todavía algunas de sus columnas aunque fue destruido casi por completo en el siglo XIX.
También quedan importantes vestigios del que fuera el palacio de los condes en Cornellá. Fue construido a principios del siglo XI. Puede verse aún la antigua capilla dedicada a San Martín y que se construyó en 1034. En 1351 el palacio se convirtió en la sede del priorato tras donación realizada por Pedro el Ceremonioso. Después de la Revolución francesa se vendió como Bien Nacional. En 1791 fue adquirido por Sebastià Escanyer y en 1839 a Roger de Prada.
Dentro del término municipal se encuentran los restos de la iglesia de Sant Climent de Sagamà. Construida en el siglo X, el edificio está muy deteriorado. En la zona de Corbatorat se encuentra un dolmen y en la sierra de Perot dos antiguos túmulos funerarios.

## Economía
La principal actividad económica es la agricultura, destacando el cultivo de árboles frutales. Hay muy poca ganadería.
A sus habitantes se les conoce por el gentilicio de corneillanais en francés y cornellanenc, cornellanenca en catalán.

## Demografía
| 395 | 398 | 365 | 397 | 417 | 426 |
| Para los censos de 1962 a 1999 la población legal corresponde a la población sin duplicidades (Fuente: INSEE [Consultar]) |     |     |     |     |     |